# Miss Italie Univers
Miss Italie Univers, est un concours de beauté féminin, destiné aux jeunes femmes de nationalité italienne, voulant représenter leurs pays à l'élection de Miss Univers.

## Historique

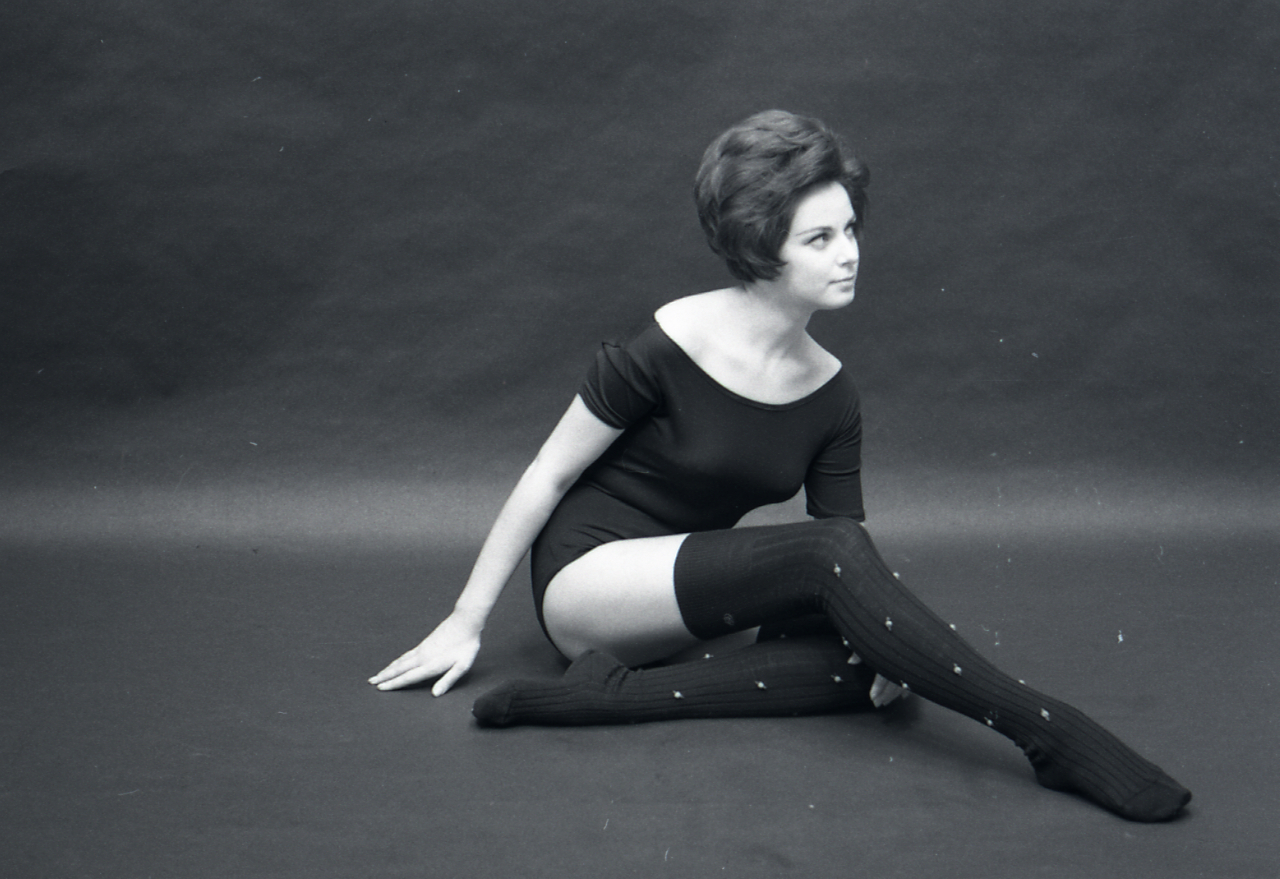
Erika Jorger (représentante italienne pour à Miss Univers 1965) photographiée par Paolo Monti en 1964

La représentante italienne à Miss Univers fut la vainqueur du titre national Miss Italie jusqu'en 1998, puis une sélection fut organisée de 2000 à 2004.
C'est en 2005, que le concours Miss Italie Univers est créé.
En 2008, Claudia Ferraris se classe au Top 10 à l'élection de Miss Univers 2008, une première depuis la création du concours.

## Gagnante
| Année | Miss Italie Univers     | Représentante          | Classement | Prix spéciaux |
| ----- | ----------------------- | ---------------------- | ---------- | ------------- |
| 2005  | María Teresa Francville | Vénétie                |            |               |
| 2007  | Valentina Massi         | Émilie-Romagne         |            |               |
| 2008  | Claudia Ferraris        | Lombardie              | Top 10     |               |
| 2009  | Laura Valenti           | Toscane                |            |               |
| 2010  | Jessica Cecchini        | Piémont                |            |               |
| 2011  | Elisa Torrini           | Latium                 |            |               |
| 2012  | Grazia Maria Pinto      | Sicile                 |            |               |
| 2013  | Luna Voce               | Calabre                |            |               |
| 2014  | Valentina Bonariva      | Lombardie              | Top 15     |               |
| 2015  | Giada Pezzaioli         | Pouilles               |            |               |
| 2016  | Sophia Sergio           | Campanie               |            |               |
| 2017  | Miriam Maria Polverino  | Campanie               |            |               |
| 2018  | Erica De Matteis        | Latium                 |            |               |
| 2019  | Sofia Trimarco          | Campanie               |            |               |
| 2020  | Viviana Vizzini         | Sicile                 |            |               |
| 2021  | Caterina Di Fuccia      | Campanie               |            |               |
| 2022  | Virginia Stablum        | Modèle:Trente (Italie) |            |               |
| 2023  | Carmen Panepinto        | Marches                |            |               |

Notes
- Pas de concours en 2006.